# Vladimir Ivanovič Istomin
Vladimir Ivanovič Istomin (rusko Влади́мир Ива́нович Исто́мин), ruski mornariški častnik, * 21. februar 1810, Lomovka, Penzenska gubernija, † 19. marec 1855, Sevastopol, Ruski imperij.
Bil je kontraadmiral Ruske imperialne mornarice in heroj obrambe Sevastopola.

## Življenjepis
Leta 1827 je diplomiral na Mornariškem vseučilišču in se istega leta udeležil bitke pri Navarinu, pozneje pa blokade Dardanel (1828–1829). Leta 1836 je bil premeščen z Baltske na Črnomorsko floto. Leta 1850 je postal poveljnik linijske ladje Pariž, ki je bila leta 1853 udeležena v bitki pri Sinopi. Po bitki je bil povišan v kontraadmirala, Nahimov pa je v poročilu carju dejanja ladje Pariž posebej izpostavil: "Nemogoče je bilo nehati občudovati lepa in hladnokrvno preračunana dejanja ladje Pariž".
Med obrambo Sevastopola je Istomin vodil obrambo Malahovskega hriba in okoliških redut, pri čemer je bil zgled s svojim pogumom in vztrajnostjo. Bil je med najbolj aktivnimi in pogumnimi udeleženci v organizaciji obrambe. Po smrti Kornilova dobesedno ni zapustil svojega položaja niti za en dan. Živel je v obrambnem stolpu Malahovskega hriba. 7. marca 1855 ga je ubila topovska krogla v reduti Kamčatka. Pokopan je bil v Grobnici admiralov v Sevastopolu, v isti grobnici kot Nahimov in Kornilov.
Imel je štiri brate, ki so vsi služili v vojni mornarici (dva admirala).